# Super Bowl XXXV
A Super Bowl XXXV a 2000-es NFL-szezon döntője volt. A mérkőzést Raymond James Stadionban, Tampában játszották 2001. január 28-án. A mérkőzést a Baltimore Ravens nyerte.

## A döntő résztvevői
A Baltimore Ravens 12–4-es teljesítménnyel végzett az alapszakaszban, de a saját divíziójában csak a második helyen végzett. Így az AFC negyedikjeként jutott a rájátszásba. A Wild-Card fordulóban a Denver Broncos-t győzte le otthon. Ezt követően idegenben győzött az első kiemelt Tennessee Titans ellen a konferencia-elődöntőben, és idegenben győzte le a második kiemelt Oakland Raiderst a konferencia-döntőben. A Ravens először játszhatott a Super Bowlért.
A New York Giants is 12–4-es teljesítménnyel végzett az alapszakaszban, és az NFC első kiemeltjeként került a rájátszásba. Erőnyerőként csak a konferencia-elődöntőben kapcsolódott be, ahol a Philadelphia Eaglest verte a konferencia-elődöntőben, majd a Minnesota Vikings-ot is otthon győzte le a konferencia-döntőben, mégpedig 41–0-ra. A Giants korábban kétszer játszott Super Bowlt (Super Bowl XXI, Super Bowl XXV), mindkettőt megnyerte.

## A mérkőzés
A mérkőzést 34–7-re a Baltimore Ravens nyerte, amely első Super Bowl-győzelmét szerezte. A legértékesebb játékos a Ravens Linebacker-e, Ray Lewis lett.
| N | Idő  | Csapat | Play leírása                                                                            | Pont   | Pont   |
| N | Idő  | Csapat | Play leírása                                                                            | Ravens | Giants |
| - | ---- | ------ | --------------------------------------------------------------------------------------- | ------ | ------ |
| 1 | 6:50 | Ravens | Touchdown. Brandon Stokley 38 yardos átadás Trent Dilfer-től, Matt Stover jutalomrúgás. | 7      | 0      |
|   |      |        |                                                                                         |        |        |
| 2 | 1:41 | Ravens | Mezőnygól. Matt Stover 47 yardról.                                                      | 10     | 0      |
|   |      |        |                                                                                         |        |        |
| 3 | 3:49 | Ravens | Touchdown. Duane Starks 49 yardos interception visszahordás, Matt Stover jutalomrúgás.  | 17     | 0      |
| 3 | 3:31 | Giants | Touchdown. Ron Dixon 97 yardos kickoff visszahordás, Brad Daluiso jutalomrúgás.         | 17     | 7      |
| 3 | 3:13 | Ravens | Touchdown. Jermaine Lewis 84 yardos kickoff visszahordás, Matt Stover jutalomrúgás.     | 24     | 7      |
|   |      |        |                                                                                         |        |        |
| 4 | 8:45 | Ravens | Touchdown. Jamal Lewis 3 yardos futás, Matt Stover jutalomrúgás.                        | 31     | 7      |
| 4 | 5:27 | Ravens | Mezőnygól. Matt Stover 34 yardról.                                                      | 34     | 7      |